# فهرست نیروگاه‌های ایران
در این مقاله فهرستی از نیروگاه‌هایی که در ایران راه‌اندازی شده‌اند، مانند نیروگاه‌های فسیلی، هسته‌ای و بادی آورده شده است. به گزارش سرمایه‌گذاری صنایع برق و آب مجموع ظرفیت نیروگاهی کشور ایران تا پایان سال ۱۴۰۲ به ۹۲هزار مگاوات رسید.
نیروگاه‌های سیکل ترکیبی بیشترین سهم را در ظرفیت نصب‌شده نیروگاهی ایران دارند. تا پایان سال ۱۴۰۲، ۳۵۷۱۹ مگاوات نیروگاه سیکل ترکیبی در کشور وجود داشت که ۳۸٫۹ درصد از ظرفیت اسمی تولید برق کشور را به خود اختصاص داده است. همچنین، واحدهای بخاری و گازی با ظرفیت اسمی ۱۵۸۲۹ مگاوات و ۲۳۳۳۰ مگاوات به ترتیب سهمی ۱۷٫۲ درصدی و ۲۵٫۳ درصدی در تولید برق کشور دارند. در مجموع، واحدهای حرارتی (بخاری، گازی و سیکل ترکیبی) با مجموع ۷۴۸۷۸ مگاوات، ۸۱٫۴ درصد از ظرفیت اسمی تولید برق کشور را تشکیل می‌دهند. تا پایان دی‌ماه، ظرفیت اسمی تولید برق نیروگاه‌های برق‌آبی به ۱۲۱۴۴ مگاوات رسیده است که ۱۳٫۲ درصد از ظرفیت نصب‌شده نیروگاهی را شامل می‌شود. سهم انرژی‌های تجدیدپذیر از ظرفیت اسمی تولید برق کشور همچنان حدود یک درصد است و با مجموع ظرفیت ۱۱۲۰ مگاوات، ۱٫۲ درصد از این ظرفیت به نیروگاه‌های تجدیدپذیر (بادی، خورشیدی، زیست‌توده و برق‌آبی‌های کمتر از ۱۰ مگاوات) اختصاص دارد. نیروگاه اتمی بوشهر که تنها نیروگاه اتمی کشور است، با ظرفیت ۱۰۲۰ مگاوات، سهم ۱٫۱ درصدی از ظرفیت نصب‌شده نیروگاهی ایران را دارد. مجموع ظرفیت اسمی تولید برق در نیروگاه‌های تولید پراکنده و خود تامین به ۲۴۸۵ مگاوات می‌رسد که ۲٫۷ درصد از ظرفیت اسمی تولید برق کشور است. همچنین، واحدهای دیزلی با مجموع ۴۰۸ مگاوات، ۰٫۴ درصد از ظرفیت تولید برق کشور را تشکیل می‌دهند.

## زیست‌سوخت
| نام                   | مکان       | ظرفیت (مگاوات) | نوع     | راه‌اندازی | توضیحات                           |
| --------------------- | ---------- | -------------- | ------- | --------- | --------------------------------- |
| نیروگاه زیست‌گاز مشهد  | مشهد       | ۲              | زیست‌گاز | ۲۰۰۸      | نخستین نیروگاه بیوگاز خاورمیانه   |
| نیروگاه زیست‌گاز شیراز | استان فارس | ۱٫۱            | زیست‌گاز | ۲۰۰۹      | تبدیل پسماندهای آلی به الکتریسیته |

## سوخت سنگواره‌ای (فسیلی)
| ردیف | نام                               | مکان | ظرفیت (مگاوات) | نوع                                                             | راه‌اندازی     | توضیحات |
| ---- | --------------------------------- | --- | -------------- | --------------------------------------------------------------- | ------------- | --- |
| ۱    | نیروگاه دماوند                    | در کیلومتر ۴۵ جاده خاوران و در ۳۵ کیلومتری جاده تهران - گرمسار                                          | ۲۸۶۸           | سیکل ترکیبی                                                     | ۱۳۸۴          | نیروگاه دماوند یک شرکت سهامی بوده و حدود ۹۶٪؜ از سهام ان متعلق به بانک دی می‌باشد. بزرگ‌ترین نیروگاه سیکل ترکیبی خاورمیانه در زمان ساخت بوده است.                             |
| ۲    | نیروگاه شهید سلیمی نکا            | در کناره دریای خزر، در ۲۲ کیلومتری شمال شهرستان نکا در استان مازندران                                   | ۲۲۱۳٫۸         | حرارتی و سیکل ترکیبی                                            | ۲ مهر ۱۳۵۸    | واحدهای گازی از نوع V94.2 است. |
| ۳    | نیروگاه رودشور                    | در ۴۴ کیلومتری آزادراه تهران-ساوه                                                                       | ۷۹۲            | گازی                                                            | خرداد ۱۳۸۶    | نخستین نیروگاه خصوصی در ایران متعلق به شرکت آرین ماه تاب گستر. |
| ۴    | نیروگاه شهید رجایی                | قزوین، در کیلومتر ۲۵ آزادراه قزوین-تهران                                                                | ۲۰۴۲           | حرارتی و سیکل ترکیبی                                            | آبان ۱۳۷۱     | دارای شش واحد گازی از نوع GEF9 کلاس E است. |
| ۵    | نیروگاه سیکل ترکیبی خرم‌آباد       | استان لرستان، خرم‌آباد، جاده کمربندی خرم‌آباد - اراضی                                                     | ۱۹۳۶           | سیکل ترکیبی                                                     | ۱۳۹۹          | این نیروگاه در حال ساخت و تکمیل می‌باشد و هنوز به بهره‌برداری نرسیده است. |
| ۶    | نیروگاه سیکل ترکیبی کرمان         | در کیلومتر ۳ جاده باغین و در کیلومتر ۲۰ جاده کرمان - رفسنجان                                            | ۱۹۱۲           | سیکل ترکیبی                                                     | تیر ۱۳۸۰      | این نیروگاه در حال بهره‌برداری کامل است و در سال ۱۳۸۸ رتبه نخست را در میان نیروگاه‌های کشور به‌دست آورد.                                                                      |
| ۷    | نیروگاه رامین اهواز               | در کیلومتر ۲۰ جادهٔ شوشتر–اهواز                                                                          | ۱۹۰۳           | حرارتی                                                          | ۱۳۵۸          | تنها نیروگاه فرا بحرانی و یکی از بزرگ‌ترین نیروگاه حرارتی ایران، تولیدکنندهٔ ۴۲ درصد برق خوزستان و ۶ درصد برق ایران                                                          |
| ۷    | نیروگاه منتظر قائم                | البرز، در کیلومتر ۷ جاده ملاردفردیس کرج                                                                 | ۱۶۲۰           | حرارتی و سیکل ترکیبی                                            | ۱۳۵۰          | دارای شش واحد گازی از نوع GEF9 کلاس E است. در ردیف ۶۹ تکرار شده است |
| ۸    | نیروگاه شهید منتظری               | واقع در شمال شهر اصفهان                                                                                 | ۱۶۱۶           | سیکل ترکیبی                                                     | ۱۳۶۳          | |
| ۹    | نیروگاه سیکل ترکیبی خرمشهر        | در خرمشهر، منطقه آزاد اروند در کیلومتر ۸ جاده قدیم خرمشهر - اهواز                                       | ۱۴۵۲           | سیکل ترکیبی                                                     | ۲۸ اسفند ۱۳۸۷ | این نیروگاه از نوع گازی V94.2 متعلق به شرکت صبا از شرکت‌های زیر مجموعه بنیاد مستضعفان بوده و هر ۶ واحد گازی آن به بهره‌برداری رسیده است                                      |
| ۱۰   | نیروگاه سیکل ترکیبی شیروان        | در استان خراسان شمالی، در کیلومتر ۱۲ جاده شیروان - فاروج                                                | ۱۴۳۴           | سیکل ترکیبی                                                     | فروردین ۱۳۸۵  | اکنون توان این نیروگاه ۹۵۴ مگاوات است و واحدهای بخار و سیکل ترکیبی در حال ساخت و تکمیل هستند.                                                                              |
| ۱۱   | نیروگاه سیکل ترکیبی ارومیه        | ارومیه، در کیلومتر ۳۰ جاده ارومیه – مهاباد در پتروشیمی ارومیه                                           | ۱۴۳۴           | سیکل ترکیبی                                                     | ۱۳۸۵          | اکنون توان این نیروگاه ۹۵۴ مگاوات است و واحدهای بخار و سیکل ترکیبی در حال ساخت و تکمیل هستند.                                                                              |
| ۱۲   | نیروگاه سیکل ترکیبی جهرم          | استان فارس، کیلومتر ۲۵ جاده جهرم - شیراز                                                                | ۱۴۳۴           | سیکل ترکیبی                                                     | ۱۱ تیر ۱۳۸۶   | اکنون توان این نیروگاه ۹۵۴ مگاوات است و قرار بود واحدهای بخار و سیکل ترکیبی در سال ۱۳۹۲ وارد مدار شوند.                                                                    |
| ۱۳   | نیروگاه حرارتی سیریک              | سیریک                                                                                                   | ۱۴۰۰           | حرارتی                                                          |               | در دست ساخت |
| ۱۴   | نیروگاه سیکل ترکیبی کازرون        | | ۱۳۷۳           | سیکل ترکیبی                                                     |               | یکی از بزرگ‌ترین نیروگاه‌های استان فارس |
| ۱۵   | نیروگاه حرارتی بندرعباس           | ۱۲ کیلومتری غرب بندرعباس در کنار دریا                                                                   | ۱۳۳۰           | حرارتی                                                          | ۱۳۵۹          | این مجموعه نیروگاهی دربردارنده ۲ نیروگاه حرارتی و گازی جدا از هم است. |
| ۱۶   | نیروگاه سیکل ترکیبی گیلان         | ۱۵ کیلومتری جنوب شرقی شهرستان رشت، در مجاورت شهر صنعتی رشت                                              | ۱۳۰۵٫۶         | سیکل ترکیبی                                                     | ۱۳۷۱          | |
| ۱۷   | نیروگاه شازند اراک                | در کیلومتر ۲۵ جاده اراک – همدان و در شرق پالایشگاه شازند اراک                                           | ۱۳۰۰           | حرارتی                                                          | ۱۳۷۹          | |
| ۱۸   | نیروگاه بیستون                    | در کرمانشاه کیلومتر ۲۵ جاده کرمانشاه - همدان                                                            | ۱۲۸۸           | سیکل ترکیبی                                                     | ۱۳۷۳          | |
| ۱۹   | نیروگاه نیشابور                   | در نزدیکی نیشابور، جاده میرآباد شمال‌شهر نیشابور                                                         | ۱۱۱۰٫۶         | سیکل ترکیبی                                                     | ۱۳۷۲          | دارای چهار واحد گازی از نوع GEF9 کلاس E است. |
| ۲۰   | نیروگاه فارس                      | اکبرآباد (استان فارس) در ۱۹ کیلومتری شیراز                                                              | ۱۰۵۰           | سیکل ترکیبی                                                     |               | دارای شش واحد گازی از نوع GEF9 کلاس E است. |
| ۲۱   | نیروگاه شهید مفتح                 | در کیلومتر ۴۵ جاده همدان-تهران                                                                          | ۱۰۰۰           | حرارتی                                                          | ۱۳۷۵          | کسب مقام نخست تولید برق نیروگاه‌های برقی کشور در سال ۱۳۸۹ |
| ۲۲   | نیروگاه سیکل ترکیبی هریس          | آذربایجان شرقی در شهرستان هریس                                                                          | ۱۰۰۰           | سیکل ترکیبی                                                     |               | این نیروگاه در حال ساخت است و هنوز به بهره‌برداری نرسیده است. |
| ۲۳   | نیروگاه خلیج فارس                 | استان هرمزگان، در فاصله ۴۵ کیلومتری شمال شرقی بندرعباس و ۱۱ کیلومتری میدان گازی سرخون                   | ۹۹۰            | گازی                                                            | ۱۳۸۳          | در کل دنیا فقط ۱۵۲ نیروگاه با ویژگی‌های نیروگاه خلیج فارس وجود دارد. |
| ۲۴   | نیروگاه سیکل ترکیبی بهبهان        | استان خوزستان، بهبهان، کیلومتر ۲۰ جاده بهبهان - بیدبلند                                                 | ۹۸۴            | سیکل ترکیبی                                                     |               | فقط بخش گازی این نیروگاه به بهره‌برداری رسیده و فاز دوم آن در حال ساخت است.                                                                                                 |
| ۲۵   | نیروگاه گازی ری                   | جاده قدیم ری – باقرشهر، کیلومتر ۷ شهر ری در نزدیکی پالایشگاه تهران                                      | ۹۷۹٫۴          | گازی                                                            | ۱۳۵۶          | |
| ۲۶   | نیروگاه علی‌آباد کتول              | استان گلستان، در مجاورت شهرستان علی‌آباد کتول                                                            | ۹۷۲            | سیکل ترکیبی                                                     | ۳ مرداد ۱۳۹۰  | |
| ۲۷   | نیروگاه حافظ                      | استان فارس، کیلومتر ۱۶ جاده شیراز - فسا، بخش اکبرآباد                                                   | ۹۷۲            | گازی                                                            | ۴ تیر ۱۳۹۰    | |
| ۲۸   | نیروگاه پره‌سر                     | در استان گیلان، در ۱۲۰ کیلومتری شمال‌غربی رشت، در ۵ کیلومتری شهرستان رضوانشهر                            | ۹۶۸            | سیکل ترکیبی                                                     | شهریور ۱۳۹۰   | |
| ۲۹   | نیروگاه سلطانیه زنجان             | در کیلومتر ۲۵ بزرگراه زنجان – قزوین،                                                                    | ۹۶۸            | سیکل ترکیبی                                                     | ۲۱ تیر ۱۳۹۱   | ظرفیت فعلی تولید این نیروگاه ۶۴۸ مگاوات است و هنوز واحدهای بخار به بهره‌برداری نرسیده‌اند.                                                                                   |
| ۳۰   | نیروگاه جنوب اهواز                | در اهواز، در منطقه حمید در ۲۵ کیلومتری جاده قدیم اهواز - خرمشهر                                         | ۹۶۸            | سیکل ترکیبی                                                     |               | |
| ۳۰   | نیروگاه شهید کاظمی سیرجان         | سیرجان                                                                                                  | ۹۶۸            | سیکل ترکیبی                                                     |               | این نیروگاه در حال احداث است و اولین واحد آن قرار است دی ۱۳۹۳ به بهره‌برداری برسد.                                                                                          |
| ۳۱   | نیروگاه گنو                       | استان هرمزگان، ۲۵ کیلومتری شمال بندرعباس در منطقه هرمودر                                                | ۹۶۸            | سیکل ترکیبی                                                     |               | این نیروگاه در حال احداث است و قرار است فاز اول گازی که شامل دو واحد است تابستان ۱۳۹۳ به بهره‌برداری برسد.                                                                  |
| ۳۲   | نیروگاه سیکل ترکیبی ماهشهر        | ماهشهر، کیلومتر ۹ جاده پتروشیمی به شهر چمران                                                            | ۹۶۸            | سیکل ترکیبی                                                     |               | این نیروگاه در حال احداث و تکمیل می‌باشد و هنوز به بهره‌برداری نرسیده است.                                                                                                   |
| ۳۳   | نیروگاه سیکل ترکیبی کهنوج         | استان کرمان، کیلومتر ۱۵ جاده کهنوج - جیرفت                                                              | ۹۶۸            | سیکل ترکیبی                                                     |               | این نیروگاه در حال احداث و تکمیل می‌باشد و هنوز به بهره‌برداری نرسیده است.                                                                                                   |
| ۳۴   | نیروگاه قلیان سنندج               | در کیلومتر ۷ جاده سنندج - سقز، در مجاورت                                                                | ۹۸۶            | سیکل ترکیبی                                                     |               | |
| ۳۵   | نیروگاه سیکل ترکیبی قاین          | در استان خراسان جنوبی، کیلومتر ۴ جاده قائن – مشهد جنب پست ۴۰۰ کیلوولت قائنات                            | ۹۸۶            | سیکل ترکیبی                                                     | ۲۹ اسفند ۱۳۸۷ | واحد گازی این نیروگاه در حال بهره‌برداری کامل است و واحد سیکل ترکیبی نامعلوم!                                                                                               |
| ۳۶   | نیروگاه چهلستون اصفهان            | در استان اصفهان، در نزدیکی مجتمع فولاد مبارکه در ۷۵ کیلومتری جنوب‌غربی اصفهان                            | ۹۵۴            | گازی                                                            | دی ۱۳۸۵       | نیروگاه چهلستون توسط بخش خصوصی احداث شده است. |
| ۳۷   | نیروگاه پرند                      | در جنوب غرب استان تهران در شهر جدید پرند، کیلومتر ۳۰ اتوبان تهران - ساوه                                | ۹۵۴            | گازی                                                            | ۱۳۸۵          | |
| ۳۸   | نیروگاه سبلان                     | در کیلومتر ۳۰ جاده اردبیل به مشگین‌شهر                                                                   | ۹۵۴            | سیکل ترکیبی                                                     | ۱۳۸۷          | |
| ۳۹   | نیروگاه فردوسی                    | مشهد، کیلومتر ۱۴ جاده مشهد - قوچان جنب نیروگاه طوس                                                      | ۹۵۴            | گازی                                                            | ۱۳۸۷          | |
| ۴۰   | نیروگاه متمرکز پارس جنوبی         | استان بوشهر، بندر عسلویه، در مجاورت پالایشگاه‌های گاز پارس جنوبی، شمال شرق فازهای ۱۵ و ۱۶                | ۹۴۵            | گازی                                                            | ۱۳۸۷          | طرح توسعه نیروگاه به سیکل ترکیبی، با ظرفیت تولید ۴۸۰ مگاوات است که مجموع تولید آن به ۱۴۲۵ مگاوات خواهد رسید.                                                               |
| ۴۱   | نیروگاه گازی عسلویه               | استان بوشهر، بندر عسلویه، در ۲۵ کیلومتری منطقه ویژه اقتصادی پارس جنوبی در مجاورت روستای بستانو          | ۹۴۵            | گازی                                                            | ۱۳۸۷          | این نیروگاه معروف به نیروگاه B.O.O عسلویه نیز هست. |
| ۴۲   | نیروگاه اسلام‌آباد اصفهان          | در استان اصفهان، در حاشیه زاینده‌رود در دامنه کوه‌های قائمیه و در فاصله ۲ کیلومتری بزرگراه ذوب‌آهن         | ۸۳۵            | حرارتی                                                          | ۱۳۴۸          | |
| ۴۳   | نیروگاه سیکل ترکیبی آبادان        | در آبادان، کیلومتر ۹ جاده آبادان - ماهشهر                                                               | ۸۱۵            | سیکل ترکیبی                                                     |               | |
| ۴۴   | نیروگاه گازی و حرارتی تبریز       | تبریز (در کیلومتر ۱۶ جاده آذرشهرـتبریز)                                                                 | ۸۰۰            | حرارتی و گازی                                                   |               | این مجموعه نیروگاهی شامل ۲ نیروگاه حرارتی و گازی جدا از هم است. |
| ۴۵   | نیروگاه سیکل ترکیبی ایرانشهر      | استان سیستان و بلوچستان، ایرانشهر، کیلومتر ۵ جاده ایرانشهر - بمپور                                      | ۷۴۰            | سیکل ترکیبی                                                     |               | این مجموعه نیروگاهی شامل ۲ نیروگاه سیکل ترکیبی و گازی جدا از هم است. |
| ۴۶   | نیروگاه سیکل ترکیبی قم            | قم کیلومتر ۱۵ جاده اراک                                                                                 | ۷۱۴            | سیکل ترکیبی                                                     | ۱۳۷۱          | نیروگاه خصوصی متعلق به شرکت پیوند گستر پارس از شرکت‌های تابعه بنیاد مستضعفان                                                                                                |
| ۴۷   | نیروگاه سهند                      | در کیلومتر ۷ جاده بناب – تبریز در                                                                       | ۶۵۰            | حرارتی                                                          |               | |
| ۴۸   | نیروگاه طبس                       | در منطقه مزینو شهرستان طبس                                                                              | ۶۵۰            | حرارتی                                                          | -             | این نیروگاه در حال احداث است و سوخت این نیروگاه زغال‌سنگ است و نخستین نیروگاه حرارتی کشور است که سوخت آن با زغال‌سنگ تأمین می‌شود.                                            |
| ۴۹   | نیروگاه طوس                       | واقع در جاده کیلومتر ۱۲ جاده مشهد-چناران                                                                | ۶۰۰            | حرارتی                                                          | ۱۳۶۴          | تنها نیروگاه مازوت‌سوز استان خراسان |
| ۵۰   | نیروگاه شریعتی                    | در ۱۵ کیلومتری حرم امام رضا در مشهد و در کیلومتر ۱۰ جاده آسیایی مشهد - سرخس                             | ۵۰۰            | سیکل ترکیبی                                                     |               | |
| ۵۱   | نیروگاه استیل آذین ایرانیان       | استان سمنان، کیلومتر ۱۰ جادهٔ دامغان - سمنان در منطقه رضی‌آباد                                            | ۵۰۰            | سیکل ترکیبی                                                     |               | این نیروگاه در حال ساخت است. |
| ۵۲   | نیروگاه غرب کارون                 | در ۵۰ کیلومتری جنوب‌غربی اهواز در جنوب میدان نفتی جفیر و در کنار طرح ان.جی. ال ۳۲۰۰                      | ۴۹۲            | سیکل ترکیبی                                                     | -             | در حال ساخت |
| ۵۳   | نیروگاه سیکل ترکیبی چادرملو       | استان یزد، کیلومتر ۲۵ جاده اردکان - نایین، در کنار کارخانه گندله‌سازی اردکان                             | ۴۹۲            | سیکل ترکیبی                                                     |               | دو واحد گازی آن بهره‌برداری شده و واحد بخار در دست ساخت است. |
| ۵۴   | نیروگاه پاسارگاد قشم              | جزیره قشم                                                                                               | ۴۸۶            | سیکل ترکیبی                                                     |               | مراسم کلنگ‌زنی نیروگاه پاسارگاد در اسفند ۱۳۸۶ زده شد و قرار بود در مدت ۳۰ ماه نیروگاه احداث شود ولی هنوز به بهره‌برداری نرسیده است و عملیات اجرائی آن در دست اجراست.         |
| ۵۵   | نیروگاه زواره                     | در شمال شرق استان اصفهان، در ۱۸ کیلومتری اردستان، در حومه شهر اردستان و در کیلومتر ۸ جاده زواره - شهراب | ۴۸۴            | سیکل ترکیبی                                                     | خرداد ۱۳۹۰    | |
| ۵۶   | نیروگاه گناوه                     | در کیلومتر ۲۰ جادهٔ گناوه – برازجان                                                                      | ۴۸۴            | سیکل ترکیبی                                                     | -             | اولین نیروگاهی در ایران که هم‌زمان هم واحد گازی و هم واحد بخاری آن احداث شده است.                                                                                           |
| ۵۷   | نیروگاه سیکل ترکیبی شیرکوه        | در استان یزد، شهرستان صدوق، کیلومتر ۲۶ جاده فولاد آلیاژی یزد                                            | ۴۸۴            | سیکل ترکیبی                                                     | بهمن ۱۳۹۱     | |
| ۵۸   | نیروگاه شهید بسطامی شاهرود        | استان سمنان، کیلومتر ۱۵ جاده شاهرود – دامغان                                                            | ۴۸۴            | سیکل ترکیبی                                                     | بهمن ۱۳۸۹     | ظرفیت فعلی این نیروگاه ۳۲۴ مگاوات است و بخش بخار و سیکل ترکیبی آن هنوز به بهره‌برداری نرسیده است.                                                                           |
| ۵۹   | نیروگاه قدس سمنان                 | کیلومتر ۱۰ بزرگراه سمنان - دامغان                                                                       | ۴۸۴            | سیکل ترکیبی                                                     | دی ۱۳۹۱       | ظرفیت فعلی این نیروگاه ۳۲۴ مگاوات است و بخش بخار و سیکل ترکیبی آن هنوز به بهره‌برداری نرسیده است.                                                                           |
| ۶۰   | نیروگاه سیکل ترکیبی اسلام‌آباد غرب | استان کرمانشاه                                                                                          | ۸۴۴            | سیکل ترکیبی                                                     |               | در دست ساخت |
| ۶۱   | نیروگاه سیکل ترکیبی دالاهو        | استان کرمانشاه                                                                                          | ۸۴۸            | سیکل ترکیبی                                                     |               | در دست ساخت |
| ۶۲   | نیروگاه سیکل ترکیبی غرب مازندران  | استان مازندران، نوشهر                                                                                   | ۴۴۷            | سیکل ترکیبی                                                     |               | نخستین نیروگاه سیکل ترکیبی تک محور کلاس F با نرخ بهره بری حدود ۵۸٪ در دست ساخت توسط شرکت انرژی گستران متحد و متعلق به شرکت آرین ماه تاب گستر می‌باشد.                       |
| ۶۳   | نیروگاه شمس سرخس                  | استان خراسان رضوی، در منطقه ویژه اقتصادی سرخس در نزدیکی پالایشگاه گاز خانگیران                          | ۴۸۴            | سیکل ترکیبی                                                     | آبان ۱۳۹۲     | توان فعلی این نیروگاه ۵۰ مگاوات است و هنوز به بهره‌برداری کامل نرسیده است.                                                                                                  |
| ۶۴   | نیروگاه سیکل ترکیبی کاشان         | کاشان، کیلومتر ۲۰ جاده کاشان به اردستان                                                                 | ۴۷۰            | سیکل ترکیبی                                                     | ۸ تیر ۱۳۸۸    | توان فعلی این نیروگاه ۳۲۴ مگاوات است و بخش بخار و سیکل ترکیبی آن هنوز به بهره‌برداری نرسیده است.                                                                            |
| ۶۵   | نیروگاه زرگان                     | در زرگان، کیلومتر ۷ جاده اهواز – مسجد سلیمان در کنار رود کارون                                          | ۴۱۸            | حرارتی و گازی                                                   | ۱۳۵۴          | توان عملی: ۳۶۵ الی ۳۷۶ مگاوات |
| ۶۶   | نیروگاه مشهد                      | در شرق مشهد و در ابتدای بلوار سرخس                                                                      | ۳۷۶            | حرارتی و گازی                                                   | ۱۳۴۳          | کهن‌ترین واحد نیروگاهی استان خراسان |
| ۶۷   | نیروگاه شهید بهشتی لوشان          | استان گیلان، شهرستان رودبار، در کیلومتر ۹۰ جاده قدیم قزوین - رشت                                        | ۳۶۰            | حرارتی                                                          | ۱۳۵۱          | ساخت شرکت زیمنس آلمان |
| ۶۸   | نیروگاه سیکل ترکیبی خوی           | در آذربایجان غربی، در کیلومتر ۱۵ جاده خوی - سلماس                                                       | ۳۵۰            | سیکل ترکیبی                                                     | ۱۳۷۷          | |
| ۶۹   | نیروگاه شهید منتظرقائم            | در کیلومتر ۷ جاده کرج به ملارد                                                                          | ۱۶۲۰           | حرارتی و گازی                                                   | شهریور ۱۳۵۰   | ساخت GE , زیمنس آلمان |
| ۷۰   | نیروگاه چابهار                    | چابهار، کیلومتر ۱۵ جاده چابهار - ایرانشهر                                                               | ۳۱۸٫۸          | گازی                                                            | ۲۵ مرداد ۱۳۸۹ | قرار است در آینده یک واحد بخار سیکل ترکیبی با توان ۱۶۰ مگاوات افزوده شود که پس از آن توان کل به ۴۷۸ مگاوات خواهد رسید.                                                     |
| ۷۱   | نیروگاه شرکت آب و برق کیش         | واقع در شمال جزیره کیش                                                                                  | ۲۰۰            | گازی                                                            |               | این نیروگاه، در کنار دیگر نیروگاه در جنوب جزیره کیش تولیدکننده اصلی برق مورد نیاز است. این جزیره به شبکه سراسری برق متصل نیست.                                             |
| ۷۲   | نیروگاه حرارتی بعثت               | در جنوب شهر تهران                                                                                       | ۲۴۷٫۵          | حرارتی                                                          | ۱۳۴۶          | |
| ۷۳   | نیروگاه گازی زاهدان               | زاهدان، کیلومتر ۵ جاده گلوربند                                                                          | ۲۲۶٫۲          | گازی                                                            | ۱۳۶۵          | |
| ۷۴   | نیروگاه زرند                      | استان کرمان، زرند در مجاورت کارخانه زغال‌شویی                                                            | ۲۲۰            | حرارتی                                                          | ۱۳۵۲          | توان فعلی این نیروگاه ۶۰ مگاوات است و بخش گاز آن در دست ساخت است. |
| ۷۵   | نیروگاه سوم پالایشگاه آبادان      | در آبادان، واقع در پالایشگاه نفت آبادان                                                                 | ۲۱۰            | گازی                                                            |               | این نیروگاه متعلق به پالایشگاه نفت آبادان است و در محوطه این مجموعه قرار دارد.                                                                                             |
| ۷۶   | نیروگاه گازی شیراز                | شیراز                                                                                                   | ۱۹۶            | گازی                                                            | ۱۳۴۴          | |
| ۷۷   | نیروگاه گازی کنگان                | در توابع شهرستان جم، ۱۲ کیلومتری شرکت پالایش گاز فجر جم                                                 | ۱۶۴            | گازی                                                            | ۱۳۷۴          | |
| ۷۸   | نیروگاه گازی کنارک                | استان سیستان و بلوچستان، شهرستان کنارک                                                                  | ۱۴۲٫۵          | گازی                                                            | ۱۳۵۷          | |
| ۷۹   | نیروگاه صوفیان                    | در کیلومتر ۲۵ جاده تبریز – مرند در محدوده شهرستان شبستر در کنار روستای چله‌خانه علیا                     | ۱۰۰            | گازی                                                            | ۱۳۶۳          | |
| ۸۰   | نیروگاه زنبق یزد                  | در ورودی شهر یزد، روبروی امام زاده سید محمد جعفر                                                        | ۱۰۰            | گازی                                                            | ۱۳۵۵          | |
| ۸۱   | نیروگاه گازی دورود                | استان لرستان، شهرستان دورود                                                                             | ۹۰             | گازی                                                            | ۱۳۵۶          | نوع واحدها: BBC Type 9D، در حال افزودن یک واحد دیگر (مجموع توان: ۳ *۳۰ = ۹۰ مگاوات)                                                                                        |
| ۸۲   | نیروگاه هسا                       | در کیلومتر ۱۰ اتوبان اصفهان - شاهین شهر و واقع در شرکت صنایع هواپیماسازی ایران (هسا)                    | ۸۷٫۶           | گازی                                                            | ۱۳۶۸          | |
| ۸۳   | نیروگاه گازی کهنوج                | استان کرمان، کهنوج، جاده کهنوج - چاه ریگان                                                              | ۷۵             | گازی                                                            | ۱۳۸۶          | |
| ۸۴   | نیروگاه گازی ارومیه               | واقع در شهر ارومیه                                                                                      | ۶۰             | گازی                                                            | مهر ۱۳۶۰      | |
| ۸۵   | نیروگاه گازی بوشهر                | بوشهر                                                                                                   | ۵۰             | گازی                                                            | ۱۳۵۴          | این نیروگاه یکی از کهن‌ترین نیروگاه‌های کشور است. |
| ۸۶   | نیروگاه طرشت (برق آلستوم)         | تهران، منطقه ۲، در محله طرشت، خیابان ستارخان                                                            | ۵۰             | تولید پراکنده (DG)                                              | شهریور ۱۳۳۸   | شرکت بهره‌برداری نیروگاه طرشت دارای شش زمینه کاری (۱-ساخت نیروگاهی ۲-ساخت پراکنده ۳-آموزش سیمیلاتوری ۴-خدمات ورزشی ۵-سالن کنفرانس و تالار همایش ۶-تالارهای پذیرایی) می‌باشد. |
| ۸۷   | نیروگاه تولید هم‌زمان آب و برق قشم | در ۳۵ کیلومتری غرب قشم                                                                                  | ۵۰             | تولید هم‌زمان گرما و برق (CHP)                                   | ۱۳۹۲          | این نیروگاه، نخستین نیروگاه تولید هم‌زمان آب و برق و نخستین نیروگاه با بازده ۸۰ درصد، در ایران است.                                                                         |
| ۸۸   | نیروگاه گازی غرب مازندران         | استان مازندران، نوشهر، جاده کمربندی چالوس - نوشهر                                                       | ۵۰             | گازی                                                            | پاییز ۱۳۸۸    | |
| ۸۹   | نیروگاه گازی ماهان گرگان          | استان گلستان - گرگان - کمربندی گرگان آق قلا                                                             | ۲۵             | تولید هم‌زمان گرما و برق (CHP)                                   | زمستان ۱۳۹۹   | بزرگ‌ترین و مدرن‌ترین نیروگاه تولید پراکنده ایران |
| ۹۰   | نیروگاه گازی جزیره خارک           | واقع در جزیره خارگ                                                                                      | ۲۵             | گازی                                                            |               | |
| ۹۱   | نیروگاه فورگ داراب                | استان فارس، شهرستان داراب                                                                               | ۴٫۲            | گازی                                                            | ۱۳۸۱          | |
| ۹۲   | نیروگاه برق همدان                 | خیابان عباس‌آباد، دامنه تپه عباس‌آباد آباد همدان                                                          |                | از کار افتاده و به‌عنوان یکی از آثار ملی ایران به ثبت رسیده است. |               | |
|      | جمع کل                            | | ۷۰۲۵۳٫۱        |                                                                 |               | |

## برق آبی
| نام                                  | مکان                                | ظرفیت (مگاوات)                       | نوع            | راه‌اندازی           |
| ------------------------------------ | ----------------------------------- | ------------------------------------ | -------------- | ------------------- |
| نیروگاه کارون ۳                      | خوزستان، ایذه                       | ۲۰۰۰                                 | برق‌آبی         | ۱۳۸۳-۱۳۸۴-۱۳۸۵      |
| نیروگاه سد شهید عباسپور (کارون ۱)    | خوزستان، اندیکا                     | ۲۰۰۰                                 | برق‌آبی         | ۱۳۵۶–۱۳۸۱–۱۳۸۲      |
| نیروگاه مسجدسلیمان                   | مسجد سلیمان                         | ۲۰۰۰                                 | برق‌آبی         | ۱۳۸۱-۱۳۸۲-۱۳۸۶-۱۳۸۷ |
| نیروگاه گتوند                        | خوزستان                             | ۲۰۰۰                                 | برق‌آبی         | ۱۳۹۱                |
| نیروگاه تلمبه‌ای ذخیره‌ای سیاه‌بیشه     | استان مازندران                      | خروجی: ۱۰۴۰ مگاوات ورودی: ۹۴۰ مگاوات | تلمبه ذخیره‌ای  | ۲۰۱۱                |
| نیروگاه کارون ۴                      | چهارمحال و بختیاری                  | ۱۰۰۰                                 | برق‌آبی         | ۱۳۸۹–۱۳۹۰           |
| سد دز                                | خوزستان، اندیمشک                    | ۵۲۰                                  | برق‌آبی         | ۱۳۴۱–۱۳۵۰           |
| سد کرخه                              | خوزستان، اندیمشک                    | ۴۰۰                                  | برق‌آبی         | ۱۳۸۱–۱۳۸۲           |
| سد چم‌شیر                             | گچساران                             | ۱۷۶                                  | برق‌آبی         | ۱۴۰۲                |
| سد مارون                             | خوزستان                             | ۱۵۱                                  | برق‌آبی         | ۱۳۸۳                |
| نیروگاه کلان                         | شرق تهران                           | ۱۱۵٫۵                                | برق‌آبی         | ۱۳۶۷                |
| سد ملاصدرا                           | استان فارس، اقلید                   | ۱۰۰                                  | برق‌آبی         | ۱۳۸۶                |
| سد امیرکبیر (سد کرج)                 | استان البرز                         | ۹۰                                   | برق‌آبی         | ۱۳۴۰                |
| سد منجیل (سد سفیدرود)                | استان گیلان                         | ۸۷٫۵                                 | برق‌آبی         | ۱۳۴۳                |
| سد زاینده‌رود                         | استان اصفهان                        | ۵۵٫۵                                 | برق‌آبی         | ۱۳۴۹                |
| سد لتیان                             | استان تهران                         | ۴۵                                   | برق‌آبی         | ۱۳۴۸–۱۳۶۶           |
| نیروگاه لوارک                        | استان تهران                         | ۴۴                                   | برق‌آبی         | ۱۳۸۸–۱۳۸۹           |
| نیروگاه کوهرنگ                       | استان چهار محال و بختیاری           | ۳۹٫۳                                 | جریانی روزمینی | ۱۳۸۳–۱۳۸۴           |
| سد جیرفت                             | استان کرمان                         | ۳۲٫۴                                 | برق‌آبی         | ۱۳۷۶                |
| سد طالقان                            | استان البرز، طالقان                 | ۱۸                                   | برق‌آبی         | ۱۳۸۵                |
| نیروگاه‌های زنجیره‌ای یاسوج            | یاسوج، شهرستان دنا                  | ۱۶٫۹                                 | جریانی روزمینی | ۱۳۷۳-۱۳۸۳-۱۳۸۵-۱۳۸۶ |
| سد شهید رجایی (تاکام)                | استان مازندران                      | ۱۵                                   | برق‌آبی         | ۱۳۸۸                |
| سد ارس                               | آذربایجان شرقی، جلفا                | ۲۲                                   | برق‌آبی         | ۱۳۵۰                |
| سد خداآفرین                          | آذربایجان شرقی                      | ۱۰۰                                  | برق‌آبی         | ۱۳۸۷                |
| سد شهریار                            | آذربایجان شرقی                      | ۲۷                                   | برق‌آبی         |                     |
| سد قیز قلعه‌سی                        | آذربایجان شرقی                      | ۴۰                                   | برق‌آبی         |                     |
| سد مارازاد                           | آذربایجان شرقی                      | ۳۶                                   | برق‌آبی         |                     |
| سد شوط مغان                          | اردبیل                              | ۱۳                                   | برق‌آبی         | ۱۳۸۱                |
| سد الغدیر (نیروگاه وفرقان)           | استان مرکزی، ساوه                   | ۱۰٫۴                                 | برق‌آبی         | ۱۳۷۵                |
| سد درودزن مرودشت                     | استان فارس ، شهرستان مرودشت         | ۱۰                                   | برق‌آبی         | ۱۳۶۸                |
| سد پیران                             | استان کرمانشاه                      | ۸٫۴                                  | جریانی روزمینی | ۱۳۹۰                |
| سد مهاباد                            | استان آذربایجان غربی، مهاباد        | ۶                                    | برق‌آبی         | ۱۳۵۱                |
| سد الغدیر (نیروگاه آسیابک)           | استان مرکزی، ساوه                   | ۵٫۲                                  | برق‌آبی         | ۱۳۷۶                |
| سد منج                               | استان چهارمحال و بختیاری، منج       | ۵                                    | برق‌آبی         | ۱۳۸۸                |
| نیروگاه گاماسیاب                     | استان همدان                         | ۳٫۸                                  | جریانی روزمینی | ۱۳۷۸                |
| سد گلاب                              | استان اصفهان، گلاب                  | ۲٫۸                                  | جریانی روزمینی | ۱۳۷۵                |
| نیروگاه شهید طالبی                   | استان فارس، شهرستان سپیدان          | ۲٫۳                                  | جریانی روزمینی | ۱۳۷۳                |
| سد جنت رودبار                        | استان مازندران، جنت‌رودبار           | ۱                                    | برق‌آبی         | ۱۳۷۵                |
| سد دره‌تخت ۲                          | استان لرستان، شهرستان ازنا، دره تخت | ۰٫۹                                  | جریانی روزمینی | ۱۳۸۰                |
| سد دره‌تخت ۱                          | استان لرستان، شهرستان ازنا، دره تخت | ۰٫۷                                  | جریانی روزمینی | ۱۳۸۵                |
| سد بختیاری                           | استان لرستان                        | ۱۵۰۰                                 | برق‌آبی         |                     |
| سد کارون ۵                           | استان خوزستان                       | ۵۰۰                                  | برق‌آبی         |                     |
| سد سیمره                             | لرستان                              | ۴۸۰                                  | برق‌آبی         | ۲۰۰۹                |
| سد رودبار لرستان                     | استان لرستان                        | ۴۵۰                                  | برق‌آبی         | ۲۰۱۲                |
| نیروگاه تلمبه ذخیره ای رودبار لرستان | استان لرستان                        | ۴۰۰                                  | تلمبه ذخیره ای |                     |
| سد دوستی                             | مرز ایران و ترکمنستان               | ۱۶                                   | برق‌آبی         |                     |
| سد شهید راجی                         | استان مازندران                      | ۱۳٫۵                                 | برق‌آبی         | ۲۰۰۷                |
| سد شهید عظیمی                        |                                     | ۱                                    | برق‌آبی         |                     |
| سد خرسان-۳                           | چهارمحال و بختیاری                  | ۳۱۵                                  | برق‌آبی         | ۲۰۱۴                |
| سد رئیس‌علی دلواری                    | استان بوشهر                         | ۷۰                                   | برق‌آبی         | ۲۰۰۸                |
| سد جرش                               | خوزستان                             | ۴۸                                   | برق‌آبی         | ۲۰۱۱                |
| سد گاوشان                            | استان کردستان                       | ۱۱                                   | برق‌آبی         | ۲۰۰۴                |
| سد گتوند سفلا                        | خوزستان                             | ۱۰۰۰                                 | برق‌آبی         | ۲۰۱۲                |
| سد سلمان فارسی                       | استان فارس                          | ۱۳                                   | برق‌آبی         | ۲۰۰۹                |
| سد ارده                              | استان گیلان                         | ۰٫۱۲۵                                | جریانی روزمینی | ۱۹۹۱                |
| سد میکرو                             |                                     | ۰٫۲۲۷                                | برق‌آبی         |                     |
| سد سررود                             |                                     | ۰٫۰۶۵                                | جریانی روزمینی |                     |
| سد تاریک                             |                                     | ۲٫۸                                  | جریانی روزمینی |                     |
| سد تنظیمی زاینده رود                 | استان اصفهان                        | ۸٫۵                                  | جریانی روزمینی |                     |
| سد ارس                               |                                     | ۲۶۴                                  | برق‌آبی         |                     |
| سد زالکی                             |                                     | ۴۶۶                                  | برق‌آبی         |                     |
| سد لیرو                              |                                     | ۳۲۴                                  | برق‌آبی         |                     |
| سد سزار                              |                                     | ۲۶۵                                  | برق‌آبی         |                     |
| سد دز                                |                                     | ۹۳۰                                  | برق‌آبی         |                     |
| سد حاج قلندر                         |                                     | ۸۰                                   | برق‌آبی         |                     |
| سد چمبستان                           |                                     | ۱۳۵                                  | برق‌آبی         |                     |
| سد تنظیمی نمارستاق                   |                                     | ۳۳٫۵                                 | برق‌آبی         |                     |
| سد سردآبرود                          |                                     | ۲۰                                   | جریانی روزمینی |                     |
| سد گلستان                            | استان گلستان                        | ۵٫۶                                  | جریانی روزمینی |                     |
| سد پیرتقی                            |                                     | ۲۴۰                                  | برق‌آبی         |                     |
| سد نمهیل                             |                                     | ۴۹۶                                  | برق‌آبی         |                     |
| سد پاوه رود                          |                                     | ۲۵۰                                  | برق‌آبی         |                     |
| سد کلات                              |                                     | ۲۹۲                                  | برق‌آبی         |                     |
| سد خرسان-۲                           |                                     | ۵۸۰                                  | برق‌آبی         |                     |
| سد خرسان-۱                           |                                     | ۲۶۳۸                                 | برق‌آبی         |                     |
| سد بازفت                             |                                     | ۲۴۰ مگاوات                           | برق‌آبی         |                     |
| سد تلمبه ذخیره‌ای ایلام               | استان ایلام                         | ۱۰۰۰                                 | تلمبه ذخیره‌ای  |                     |
| سد گرشا گدارپیر                      |                                     | ۲۰۰                                  | برق‌آبی         |                     |
| سد کارون بارون                       |                                     | ۲۸۴                                  | برق‌آبی         |                     |
| سد تنگ معشوره                        |                                     | ۱۶۷                                  | برق‌آبی         |                     |
| سد سازبن                             |                                     | ۳۷۵                                  | برق‌آبی         |                     |
| سد کرخه-۲                            |                                     | ۱۱۸                                  | برق‌آبی         |                     |
| سد سازبن جدید                        |                                     | ۳۰۰                                  | برق‌آبی         |                     |
| سد تنظیمی دز                         | خوزستان                             | ۲۸                                   | برق‌آبی         |                     |
| سد آزاد                              | استان کردستان                       | ۳۰                                   | برق‌آبی         |                     |

## هسته‌ای
| نام                      | مکان        | ظرفیت (مگاوات) | نوع                     | راه‌اندازی           | توضیحات                                                              |
| ------------------------ | ----------- | -------------- | ----------------------- | ------------------- | -------------------------------------------------------------------- |
| نیروگاه هسته‌ای بوشهر     | استان بوشهر | ۱۰۰۰           | واکنشگاه آبی تحت فشار   | ۲۰۱۲                | خاموشی موقت به دلیل مشکلات فنی از تاریخ ۲۹ خرداد ۱۴۰۰ تا ۱۳ تیر ۱۴۰۰ |
| نیروگاه هسته‌ای ایران‌هرمز | سیریک       | ۴۸۰۰           |                         |                     | در دست ساخت                                                          |
| رآکتور آب‌سنگین اراک      | اراک        | ۴۰             | رآکتور آب‌سنگین تحقیقاتی |                     | این رآکتور صرفاً تحقیقاتی است و جزو نیروگاه‌ها محسوب نمی‌شود.           |
| نیروگاه هسته‌ای دارخوین   | دارخوین     | ۳۶۰            | واکنشگاه آب‌سنگین        | هنوز راه‌اندازی نشده | در دست ساخت                                                          |
| جمع کل                   |             | ۶۲۰۰           |                         |                     |                                                                      |

## خورشیدی
|    | نام                                                          | مکان                                | ظرفیت (مگاوات) | نوع                                     | افتتاح       | توضیحات |
| -- | ------------------------------------------------------------ | ----------------------------------- | -------------- | --------------------------------------- | ------------ | --- |
| ۰  | آفتاب شرق                                                    | استان اصفهان - کوهپایه (اصفهان)     | ۶۰۰            |                                         | در دست احداث | بزرگ‌ترین نیروگاه خورشیدی کل کشور با سرمایه‌گذاری فولاد مبارکه |
| ۱  | نیروگاه خورشیدی مرادی                                        | استان کردستان-دیواندره              | ۱              | فتوولتائیک                              | ۱۴۰۲         | نخستین نیروگاه خورشیدی کردستان با توان ۱ مگاوات پیمانکار: شرکت سما نیرو البرز |
| ۲  | نیروگاه خورشیدی دهشیر                                        | یزد، دهشیر                          | ۳٫۵            | فتوولتائیک                              | ۱۳۹۷         | پیمانکار و سرمایه‌گذار: شرکت مکسان انرژی |
| ۳  | نیروگاه خورشیدی شیراز                                        | فارس، شیراز                         | ۰٫۲۵           | حرارتی-خورشیدی، متمرکزکننده توان خورشید | ۱۳۸۸         | در دست ارتقاء به ۵۰۰ کیلووات |
| ۴  | نیروگاه خورشیدی الهیه                                        | مشهد، خراسان رضوی                   | ۰.             | خورشیدی                                 | ۱۳۹۰         | این نیروگاه در سه فاز و در سال‌های ۱۳۹۰، ۱۳۹۲ و ۱۳۹۳ به بهره‌برداری رسید. |
| ۵  | نیروگاه خورشیدی ملارد                                        | تهران، ملارد                        | ۰٫۵۱۴          | فتوولتائیک                              | ۱۳۹۳         | |
| ۶  | نیروگاه خورشیدی اراک                                         | مرکزی، اراک                         | ۱              | فتوولتائیک                              | ۱۳۹۵         | نخستین نیروگاه مگاواتی انرژی خورشیدی در اراک. |
| ۷  | نیروگاه خورشیدی امیرکبیر                                     | همدان، همدان                        | ۷              | فتوولتائیک                              | ۱۳۹۵         | |
| ۸  | نیروگاه خورشیدی خلیج فارس                                    | همدان، همدان                        | ۷              | فتوولتائیک                              | ۱۳۹۵         | |
| ۹  | نیروگاه خورشیدی جرقویه                                       | اصفهان، جرقویه                      | ۱۰             | فتوولتائیک                              | ۱۳۹۶         | نخستین نیروگاه خورشیدی ایران با سامانه‌های ردیابی خورشیدی به صورت تک مرحله‌ای خودکار تنظیم شونده با پرتو خورشید                                                                                       |
| ۱۰ | نیروگاه خورشیدی مکران                                        | کرمان، ماهان                        | ۲۰             | فتوولتائیک                              | ۱۳۹۶         | دربردارندهٔ دو نیروگاه تولید برق فتوولتاییک هر یک با توان ۱۰ مگاوات |
| ۱۱ | نیروگاه خورشیدی یزد                                          | یزد                                 | ۱۰             | حرارتی-خورشیدی                          |              | نیروگاه دربردارنده بخش گازی در دو واحد ۱۵۹ مگاواتی، بخش گازی در یک واحد ۱۳۲ مگاواتی و بخش خورشیدی در یک واحد ۱۷ مگاواتی مجموعاً با توان تولید ۴۶۷ مگاوات انرژی می‌باشد.                               |
| ۱۲ | نیروگاه خورشیدی تبریز                                        | تبریز                               | ۰٫۰۵۰۴         | نیروگاه هیبریدی (بادی و خورشیدی)        | ۱۳۹۳         | |
| ۱۳ | نیروگاه خورشیدی طالقان                                       | البرز، شهرستان طالقان               | ۰٫۰۱           | نیروگاه پایلوت هیدروژن خورشیدی          | ۱۳۸۴         | |
| ۱۴ | نیروگاه خورشیدی کمرد                                         | تهران، شهرک صنعتی کمرد              | ۰٫۰۱           | فتوولتائیک                              | ۱۳۹۷         | اولین نیروگاه متصل به شبکه بخش خصوصی جاجرود و شهرک صنعتی کمرد، مجری: پیشگامان انرژی‌های نو ایران بایگانی‌شده در ۴ اوت ۲۰۱۹ توسط Wayback Machine                                                       |
| ۱۵ | نیروگاه خورشیدی بیرجند                                       | بیرجند                              | ۰٫۰۲۴          | فتوولتائیک                              | ۱۳۹۱         | |
| ۱۶ | نیروگاه خورشیدی بم                                           | کرمان - جاده بم                     | ۰٫۱            | فتوولتائیک                              |              | |
| ۱۷ | نیروگاه خورشیدی کارنو                                        | فارس، شیراز                         | ۰٫۰۱           | فتوولتائیک پراکنده                      | ۱۳۹۵         | مجری طرح: شرکت فناوری انرژی‌های تجدیدپذیر کارنو آغاز بهره‌برداری: تیرماه ۱۳۹۶ وضعیت: در دست ارتقا به ۳۰ کیلووات                                                                                       |
| ۱۸ | نیروگاه خورشیدی صیدآباد (دامغان)                             | سمنان - دامغان - صیدآباد            | ۱٫۳۱۳          | فتوولتائیک                              | ۱۳۹۶         | از تاریخ ۱۵ آذر ۱۳۹۶ به مالکیت شرکت آبو ویند و توسط شرکت تولید انرژی سبز سیرجان و MKG طراحی و ساخته و راه‌اندازی گردید.                                                                              |
| ۱۹ | نیروگاه خورشیدی کهک -تاکستان قزوین                           | قزوین، تاکستان-حدفاصل قزوین و زنجان | ۲              | نیروگاه پایلوت خورشیدی - مپنا           | ۱۳۹۷         | ساخت شرکت مپنا - اولین نیروگاه خورشیدی ساخت داخل |
| ۲۰ | نیروگاه خورشیدی اداره آب و فاضلاب روستایی استان خراسان جنوبی | بیرجند - واقع در بهشتی ۷            | ۰٫۰۲۵          | نیروگاه پایلوت خورشیدی                  | ۱۳۹۷         | |
| ۲۱ | نیروگاه خورشیدی اقلید                                        | فارس، اقلید                         | ۱              | فتوولتائیک                              | ۱۳۹۷         | مجری: شرکت طرح و توسعه پرتو انرژی ایرانیان |
| ۲۲ | نیروگاه خورشیدی گروه عطار                                    | فارس، کهمره سرخی                    | ۱۰             | فتوولتائیک                              | در حال احداث | مجری: شرکت طرح و توسعه پرتو انرژی ایرانیان بایگانی‌شده در ۱ دسامبر ۲۰۲۰ توسط Wayback Machine |
| ۲۳ | نیروگاه خورشیدی ابهر                                         | زنجان، ابهر                         | ۷              | فتوولتائیک                              | ۱۳۹۸         | مجری: شرکت طرح و توسعه پرتو انرژی ایرانیان بایگانی‌شده در ۱ دسامبر ۲۰۲۰ توسط Wayback Machine |
| ۲۴ | نیروگاه خورشیدی آباده                                        | فارس، آباده                         | ۱۰             | فتوولتائیک                              | ۱۳۹۸         | مجری: شرکت طرح و توسعه پرتو انرژی ایرانیان بایگانی‌شده در ۱ دسامبر ۲۰۲۰ توسط Wayback Machine |
| ۲۵ | نیروگاه خورشیدی سروستان                                      | فارس، سروستان                       | ۴              |                                         | ۱۳۹۷         | اولین نیروگاه خورشیدی بخش خصوصی در استان فارس |
| ۲۶ | نیروگاه خورشیدی فرسان صنعت سپاهان                            | اصفهان، شهرضا                       | ۱              | فتوولتائیک                              | ۱۳۹۸         | |
| ۲۷ | نیروگاه خورشیدی پاتله، شرکت مهندسی نگار انرژی صبا            | اصفهان                              | ۱              | فتوولتائیک                              | ۱۳۹۷         | اولین نیروگاه خورشیدی شرکت توزیع استان اصفهان، اولین نیروگاه مستقر در شهرک صنعتی |
| ۲۸ | نیروگاه خورشیدی حامد آذین پور                                | خوزستان                             | ۰٫۰۱           | فتوولتائیک                              | ۱۳۹۶         | اولین نیروگاه خورشیدی متصل به شبکه برق شرکت توزیع استان خوزستان واقع در دزفول |
| ۲۹ | نیروگاه خورشیدی اقلید                                        | فارس، اقلید                         | ۱۰             | فتوولتائیک                              | ۱۳۹۷         | مجری: تیم اجرایی شرکت مهد انرژی هور ایرانیان ماهان |
| ۳۰ | نیروگاه خورشیدی خواف                                         | خراسان رضوی، خواف                   | ۵              | فتوولتائیک                              | ۱۳۹۸         | مجری: شرکت مهد انرژی هور ایرانیان ماهان |
| ۳۱ | نیروگاه خورشیدی آباده                                        | فارس، آباده                         | ۱              | فتوولتائیک                              | ۱۳۹۹         | مجری: شرکت مهد انرژی هور ایرانیان ماهان |
| ۳۲ | نیروگاه خورشیدی کهمره                                        | فارس، کهمره                         | ۱۰             | فتوولتائیک                              | ۱۳۹۹         | اجرای قسمت الکتریکال: مهد انرژی هور ایرانیان ماهان |
| ۳۳ | نیروگاه خورشیدی آباده                                        | فارس، آباده                         | ۱۰             | فتوولتائیک                              | ۱۳۹۷         | اجرای قسمت الکتریکال و عمرانی: تیم اجرایی مهد انرژی هور ایرانیان ماهان |
| ۳۴ | نیروگاه خورشیدی سیمان شهرکرد                                 | چهرمحال و بختیاری ،شهرکرد           | ۱٫۵            | فتوولتائیک                              | ۱۳۹۶         | در حال مطالعه جهت ارتقاء به ۱۰ مگاوات |
| ۳۵ | نیروگاه جهرم-قطب آباد                                        | جهرم-قطب آباد                       | ۰٫۰۱           | فتوولتائیک                              | ۱۴۰۰         | مجری:شرکت توسعه انرژی تابان پرتوپارس |
| ۳۶ | نیروگاه خورشیدی کوشک                                         | کوشک                                | ۱۰             | فتوولتائیک                              | ۱۴۰۰         | خرداد ۱۴۰۰ به بهره‌برداری رسیده است. مجری:شرکت توسعه انرژی تابان پرتوپارس |
| ۳۷ | نیروگاه خورشیدی دامغان                                       | دامغان                              | ۱۰             | فتوولتائیک با سامانه ردیاب              | ۱۴۰۱         | نیروگاه ۱۰ مگاواتی شرکت توسعه صنایع تابان انرژی پاسارگاد |
| ۳۹ | نیروگاه ساغند                                                | ساغند                               | ۱۰             |                                         | ۱۴۰۱         | |
| ۳۸ | نیروگاه خورشیدی لامرد                                        | فارس، لامرد                         | ۱۰             | فتوولتائیک                              | ۱۳۹۸         | مجری: شرکت مهندسی توسعه پترو فرایند کرخه |
| ۴۰ | نیروگاه خورشیدی ساتارکو                                      | قزوین شهرک صنعتی البرز              | ۰٫۰۶           | فتوولتائیک                              | ۱۳۹۸         | اولین نیروگاه متصل به شبکه در استان قزوین |
| ۴۱ | نیروگاه خورشیدی ایستگاه آبرسانی بنه یکه                      | کرمان، شهربابک                      | ۵              | فتوولتائیک                              | ۱۴۰۳         | مالکیت این نیروگاه با شرکت ملی صنایع مس ایران می‌باشد. |
| ۴۲ | نیروگاه خورشیدی ایستگاه آبرسانی خاتون آباد                   | کرمان، خاتون آباد                   | ۲۵             | فتوولتائیک                              | ۱۴۰۳         | مالکیت این نیروگاه با شرکت ملی صنایع مس ایران می‌باشد |
| ۴۳ | نیروگاه خورشیدی شهر سربیشه                                   | خراسان جنوبی، سربیشه                | ۱۷             | فتوولتائیک                              | ۱۳۹۹         | مجری شرکت آذرپاد پردیس پامچال فاز اول: ۷ مگاوات بهره‌برداری شده(افتتاح توسط توزیع خراسان جنوبی)فاز دوم: ۱۰ مگاوات در شرف بهره‌برداری می‌باشد (بهره‌برداری از نیروگاه خورشیدی ۱۰ مگاواتی سربیشه به زودی) |

## بادی
|    | نام                     | مکان                  | ظرفیت (مگاوات) | نوع                   | راه‌اندازی | توضیحات                                                                     |
| -- | ----------------------- | --------------------- | -------------- | --------------------- | --------- | --------------------------------------------------------------------------- |
| ۱  | نیروگاه بادی منجیل      | گیلان                 | ۹۰             | Onshore wind farm     | ۱۳۷۳      | نخستین نیروگاه بادی در ایران (توان واقعی این نیروگاه حدود ۹۰ مگاوات می‌باشد) |
| ۲  | مزرعه بادی کهک          | قزوین                 | ۵۵             | Onshore wind farm     | ۱۳۹۶      | دو فاز افتتاح شده و توان نهایی ۱۰۰ مگاوات می‌باشد.                           |
| ۳  | مزرعه بادی سیاهپوش      | قزوین                 | ۶۱٫۲           | Onshore wind farm     | ۱۳۹۷      |                                                                             |
| ۳  | مزرعه بادی بینالود      | نیشابور               | ۲۸٫۲           | Onshore wind farm     | ۱۳۸۷      |                                                                             |
| ۵  | توربین بادی خواف        | خراسان رضوی           | ۲٫۵            | NORDEX N80 - DFIG     | ۱۳۹۴      | شرکت آریا رازی                                                              |
| ۶  | نیروگاه بادی عون بن علی | تبریز                 | ۰٫۶۶           |                       | ۱۳۸۸      |                                                                             |
| ۷  | نیروگاه بادی صفه        | اصفهان                | ۰٫۶۶           | Onshore wind farm     | ۱۳۹۱      | توربین بادی تیپ V47                                                         |
| ۸  | نیروگاه بادی منجیل      | خراسان رضوی           | ۴              | Onshore wind farm     | ۱۳۹۳      |                                                                             |
| ۹  | نیروگاه بادی آقکند      | آذربایجان شرقی، میانه | ۵۰             | ۲۰ توربین ۲/۵ مگاواتی | ۱۳۹۸      | شرکت مپنا                                                                   |
| ۱۰ | نیروگاه بادی میل نادر   | سیستان و بلوچستان     | ۵۰             | Onshore wind farm     | ۱۴۰۳      | ۲۰ توربین ۲٫۵ مگاواتی مپنا                                                  |
| ۱۱ | نیروگاه بادی خواف       | خواف                  | ۱۰             | Onshore wind farm     | ۱۴۰۲      | ۴ توربین ۲٫۵ مگاواتی مپنا                                                   |
|    | جمع کل                  |                       | ۳۵۲۲۲          |                       |           |                                                                             |

## انواع دیگر
| نام                         | مکان           | ظرفیت (مگاوات) | نوع            | راه‌اندازی              | توضیحات                                                      |
| --------------------------- | -------------- | -------------- | -------------- | ---------------------- | ------------------------------------------------------------ |
| نیروگاه هیدروژنی قزوین      | استان قزوین    | ۰٫۲            | PEC/ پیل سوختی | ۲۰۰۹                   |                                                              |
| نیروگاه شهید اسماعیلی       | استان تهران    | ۷              | CHP            | —                      |                                                              |
| —                           | استان تهران    | —              | زباله خشک      | ۲۰۱۲                   | این نیروگاه توانایی سوزاندن ۳۰۰ تن زباله خشک در روز را دارد. |
| نیروگاه زاهدی               | زابل           |                |                |                        |                                                              |
| شهرداری نوشهر               | استان مازندران | ۳              | زباله خشک      | ۲۰۲۱                   | این نیروگاه توانایی سوزاندن ۲۰۰تن زباله خشک در روز را دارد.  |
| نیروگاه مشکین شهر           | اردبیل         | ۵۵ (اسمی ۱۰۰)  | زمین گرمایی    | ۱۹۹۵ همچنان ادامه دارد | دارای ۱۷ چاه جهت تزریق آب                                    |
| نیروگاه کانسارخزر -اترک     | گلستان         | ۸٫۴            | CHP            | ۲۰۲۲                   |                                                              |
| نیروگاه کانسارخزر-بندرترکمن | گلستان         | ۱۶             | CHP            | ۲۰۲۳                   |                                                              |